# Colobothea signatipennis
Colobothea signatipennis es una especie de escarabajo longicornio del género Colobothea, categorizada en la tribu Colobotheini, de la subfamilia Lamiinae. Fue descrita por Lameere en 1885.

## Descripción
Mide 18 mm de longitud.

## Distribución
Se distribuye por Brasil.